# Chilochroma tucumana
Chilochroma tucumana là một loài bướm đêm trong họ Crambidae.